# Silnice II/356
Silnice II/356 tvoří alternativní trasu k silnici II/358 na trase Chrast - Luže - Nové Hrady (samotná silnice II/356 končí napojením na silnici II/357 u Leštiny).
Měří 13,1 km.

## Trasa silnice
- Podlažice (II/358)
- Dobrkov
- Luže (II/305)
- Košumberk
- Bílý Kůň
- Leština (II/357)